# Chính Dương
Chính Dương (chữ Hán giản thể: 正阳县, Hán Việt: Chính Dương huyện) là một huyện của địa cấp thị Trú Mã Điếm, tỉnh Hà Nam, Cộng hòa Nhân dân Trung Hoa. Huyện này có diện tích 1904 km2, dân số năm 2002 là 740.000 triệu người, huyện lỵ tại trấn Chân Dương. Huyện này được chia ra thành các đơn vị hành chính gồm 6 trấn, 13 hương. 
- Trấn: Chân Dương, Hàn Đống, Nhữ Nam 埠, Đồng Chung, Đẩu Cấu và Hùng Trại.
- Hương: Phó Trại, Lan Thanh, Bành Kiều, Bì Điếm, Tân Nguyễn Điếm, Viên Trại, Dầu Phường Điếm, Lôi Trại, Vương Vật, Lư Hà, Vĩnh Hưng và Đại Lâm.

==Tham khảo==